# Joseph Fauria
Joseph Fauria (Northridge, 16 gennaio 1990) è un ex giocatore di football americano statunitense che ha militato nel ruolo di tight end nella National Football League (NFL). Al college giocò a football prima all'Università di Notre Dame e poi a UCLA.

## Carriera professionistica

### Detroit Lions
Fauria non fu scelto nel Draft NFL 2013 ma il 27 aprile 2013 firmò coi Detroit Lions. Debuttò come professionista nella settimana 1 contro i Minnesota Vikings segnando il suo primo touchdown su un passaggio da 1 yard di Matthew Stafford. La sua seconda marcatura la segnò nella vittoria della settimana 3 contro i Washington Redskins. Nella settimana 6, Fauria disputò la prima gara come titolare in carriera contro i Cleveland Browns, segnando ben tre touchdown. Tornò a segnare nella settimana 12 contro i Tampa Bay Buccaneers ma i Lions uscirono sconfitti. Il settimo e ultimo TD della stagione lo segnò nel Monday Night Football della settimana 15 contro i Baltimore Ravens. La sua annata si concluse con 18 ricezioni per 207 yard disputando tutte le 16 partite, due delle quali come titolare.

### Arizona Cardinals
Il 10 settembre 2015, Fauria firmò con gli Arizona Cardinals. Fu svincolato senza mai scendere in campo.

## Famiglia
È il figlio di Christian Fauria, anch'egli un tight end, che vinse due Super Bowl negli anni 2000 con i New England Patriots.